# ختمی معمولی
ختمی معمولی (نام علمی: Alcea rosea) نام یک گونه از سرده ختمی است.